# 齿萼报春
齿萼报春（学名：Primula odontocalyx），为报春花科报春花属下的一个植物种。